# Binibeca Vell
Binibeca Vell (en espagnol Benibeca Viejo; en catalan Binibèquer Vell) est un village côtier situé au sud-est de l'île de Minorque, en Espagne. Il se trouve à 5km de la commune de San Luis, dont il fait partie, et à 8 km au sud de la capitale, Port Mahon. De l'ouest à l'est, il est situé entre le Cap d'en Front et Biniancolla.

## Présentation
Binibeca est initialement un village de pêcheurs créé en 1972. Quand Minorque est devenue une île plus touristique, les Minorquins ont modifié l'aspect naturel de Binibeca pour reconstruire un pseudo-village éloigné de la réalité. C'est l'un des lieux les plus visités de l'île, du fait de ses maisons blanchies à la chaux et de ses ruelles qui forment un labyrinthe.
Ses 3 km de littoral méditerranéen s'étendent d'ouest en Est et donnent à voir:
- Plage de Binibeca : cette plage de 200 mètres de long est constituée de sable blanc et entourée d'un bois de pins. Elle comporte une aire de pique-nique et un bar au bord de la plage.
- Cala Torret : petite baie ou crique, bénéficiant d'un petit centre urbain ainsi que de divers commerces et restaurants.

Traditionnellement, on considère que Binibèquer Nou est composé de l'ensemble de la plage, de la crique (zone orientale) et de Binibèquer Vell, la partie la plus occidentale où se trouve le village de pêcheurs, alors perçu comme un complexe estival.
Le potentiel touristique du village est important car hors des périodes estivales, la population est assez réduite. Même s'il s'agit d'une zone de grande affluence touristique, il n'y a pas de voies d'accès rapides.
En raison de l'afflux de 800 000 visiteurs par an, les 200 résidents seront appelés à voter le 10 août sur des restrictions pour interdire l’accès aux touristes, alors que la visite des rues est désormais restreinte, autorisée seulement entre 11 heures et 20 heures ,.